# À Cova (São Bartolomeu)
À Cova é uma localidade da freguesia de São Bartolomeu dos Regatos, concelho de Angra do Heroísmo, ilha Terceira, arquipélago dos Açores.